# Corycium orobanchoides
Corycium orobanchoides es una especie de orquídea de hábitos terrestres. Es originaria del sur de Sudáfrica, donde habita en las llanuras y las laderas de las montañas o en las carreteras, apareciendo en grandes colonias que florecen sobre todo después de los incendios ocasionales. Es la especie tipo de Corycium.

## Descripción
Son plantas de raíces con pequeños tubérculos ovalados, de los que surgen tallos delicados o sólidos que miden hasta poco más de medio metro de altura, con hojas están agrupadas en su tramo inferior. La inflorescencia es terminal con pequeñas flores agrupadas densamente carnosas. El sépalo está dispuesto a lo largo de los pétalos dorsales  y forman un conjunto. La columna es de una complicada estructura  retorcida y contiene dos polinias . Las flores segregan aceite, que es recogido por abejas de la familia Melittidae, esta actividad poliniza las flores al llevarse el polen en sus patas.
Tiene un tamaño pequeño a mediano, prefiriendo el clima fresco, es de hábito terrestre con hojas basales rojo púrpura, lanceoladas y numerosas, imbricadas y agudas. Florecen en la primavera de una inflorescencia terminal, erecta, de 18 cm de largo, densamente cuajada de flores con  brácteas florales anchamente ovadas y agudas.

## Distribución y hábitat
Se encuentra en el sur de la Provincia del Cabo en Sudáfrica en zonas arenosas en altitudes de hasta  500 metros. 

## Taxonomía
Corycium orobanchoides fue descrita por (L.f.) Sw.  y publicado en Kongl. Vetenskaps Academiens Nya Handlingar 21: 222. 1800.
Etimología
Corycium fue propuesto en 1800 por Olof Swartz, quien eligió el nombre del griego, korys = "casco", refiriéndose al formato presentado por las flores de la mayoría de sus especies.
orobanchoides: epíteto de orobanche y el sufijo oides que indica su semejanza con el género Orobanche.
Sinonimia
- Pterygodium orobanchoides (L.f.) Schltr.
- Satyrium orobanchoides L.f.[6][4]